# Tamse
Koordinaten: 58° 39′ N, 23° 10′ O
Tamse (deutsch Tamsal) ist ein Dorf (estnisch küla) auf der drittgrößten estnischen Insel Muhu. Es gehört zur gleichnamigen Landgemeinde (Muhu vald) im Kreis Saare (Saare maakond).
Der Ort hat 18 Einwohner (Stand 31. Dezember 2011).

## Schatzfunde von Tamse
Der erste Schatzfund von Tamse geht bereits auf das 19. Jahrhundert zurück. Damals fand man 34 bronzene Stücke einer Schale, die vermutlich aus Deutschland stammte.
1967 fand ein Schuljunge einen Silberschatz, der aus 440 Münzen und zwei Schmuckstücken bestand. Die älteste Münze wurde in Köln zwischen 1027 und 1036 geprägt. Die übrigen Münzen stammen aus dem Zeitraum 1158 bis 1205. Außerdem wurden 343 Brakteaten bzw. Halbbrakteaten gefunden, die in Schweden unter der Herrschaft König Knuts I. (1167–1196) gefertigt worden waren. Der Schatz war wahrscheinlich im 12. oder 13. Jahrhundert in Tamse vergraben worden.